# 129. pehotni polk (Avstro-Ogrska)
Za druge 129. polke glejte 129. polk.
129. pehotni polk je bil pehotni polk k.u.k. Heera.

## Zgodovina
Polk je bil ustanovljen leta 1918, med prvo svetovno vojno, v sklopu t. i. Conradovih reform, pri čemer je bila sama vojaška sposobnost polka zelo slaba. Sestavljen je bil iz treh bataljonov, ki so jih vzeli iz dotedaj obstoječih polkov.

## Organizacija
Ob ustanovitvi
- 1. bataljon, 61. pehotni polk
- 4. bataljon, 61. pehotni polk
- 4. bataljon, 29. pehotni polk